# هسلت (بلجيكا)
هَسِلت أو هَصِلط أو (نقحرة: هاسيلت) هي مدينة وبلدية وعاصمة وأكبر مدينة في مقاطعة ليمبورغ في المنطقة الفلمنكية في بلجيكا. تبلغ مساحتها 102.24 كلم، يمر كل من نهر ديمر وقناة ألبرت عبر المدينة.
تضم بلدية هَسِلت مدينة هَسِلت القديمة، بالإضافة إلى البلديات القديمة الأخرى في مدن سينت-لامبريشتس-هيرك (Sint-Lambrechts-Herk)، وفيميرتينجن (Wimmertingen)، وكيرمت (Kermt)، وسبالبيك (Spalbeek)، وكورينغن (Kuringen)، وستوكروي (Stokrooie)، وستيفورت (Stevoort)، ورونكست (Runkst)، بالإضافة إلى قرى وأبرشية كيويت (Kiewit)، وقرية وجوديشيد (Godsheide) ورافيرتنجن (Rapertingen).

## تاريخ المدينة
بنيت هَسِلت في القرن السابع تقريبًا على نهر هيلبيك، أحد روافد نهر ديمير. جاء اسم هاسيلت من كلمة (Hasaluth) التي تعني خشب البندق. خلال العصور الوسطى، أصبحت واحدة من المدن المحررة في مقاطعة لون (التي كانت حدودها تقريبًا مثل مقاطعة ليمبورغ الحالية). تم تسمية هَسِلت لأول مرة في وثيقة في عام 1165.

## التركيبة السكانية
بلغ عدد سكان هَسِلت بحسب الإحصاء الذي تم في 1 يناير 2019 حوالي 78,296 نسمة حيث يشكل الرجال والنساء نسبة متساوية تقريبا من التعداد السكاني (38,312 رجل و 39,984 امرأة). وتبلغ الكثافة السكانية في المدينة حوالي 766.1 نسمة / كم مربع، يشكل السكان الذين تتراوح أعمارهم ما بين 18-64 سنة ما نسبته 61% من المجموع الكلي.

## المعالم السياحية
- دير وملجأ هيركينرود في بلدة كورينجن (دير أثري كان يقيم فيه الراهبات بني سنة 1182م).
- مطار «كيويت» الترفيهي.
- الحديقة اليابانية (أكبر حديقة في أوروبا).
- مبنى البنك الوطني الذي صمم من قبل المهندس المعماري «هنري فان دييفويت».
- كاتدرائية القديس كوينتين.
- كنيسة فيرجا جيسي.
- متحف جينفر الوطني.

## المناخ
الصيف بشكل عام في مدينة هَسِلت يكون لطيفا غائمًا جزئياً أما الشتاء فهو بارد جدًا مع رياح سريعة وغائمًا على مدار العام، تتراوح درجة الحرارة عادة من 1 درجة مئوية (34 فهرنهايت) إلى 24 درجة مئوية (75 درجة فهرنهايت). ونادراً ما تقل عن -6 درجة مئوية (21 درجة فهرنهايت) أو أعلى من 30 درجة مئوية (86 درجة فهرنهايت). لذا فإن أفضل وقت في السنة لزيارة هَسِلت والإستمتاع بمناظرها الخلابة هو من منتصف شهر يونيو إلى أوائل شهر سبتمبر.

## أعلام
- أدريان دي جيرلاش
- نيكولاس هويدونككس
- ماكس فيرستابين
- لوك نيليس

## وصلات خارجية
- الموقع الرسمي